# Velika nagrada Interlagosa 1949
Velika nagrada Interlagosa 1949 je bila šesta dirka za Veliko nagrado v sezoni 1949. Odvijala se je 27. marca 1949 na dirkališču Interlagos v São Paulu.

## Dirka
| Poz | Dirkač            | Moštvo              | Dirkalnik     | Krogi | Čas/Odstop |
| --- | ----------------- | ------------------- | ------------- | ----- | ---------- |
| 1   | Luigi Villoresi   | Scuderia Ambrosiana | Maserati 4CLT | 15    | 1:20:30.9  |
| 2   | Francisco Marques | Privatnik           | Maserati 4CL  | 15    | + 2:19.9   |
| 3   | Andres Fernandez  | Privatnik           | Maserati 4CL  | 15    | + 2:20.8   |
| 4   | Alberto Ascari    | Scuderia Ambrosiana | Maserati 4CLT | 14    | +1 krog    |
| 5   | Chico Landi       | Privatnik           | Maserati 4C   | 14    | +1 krog    |
| Ods | Nino Farina       | Scuderia Ferrari    | Ferrari 125C  | 3     | Trčenje    |